# Manoel Ramos de Barros
Manoel Ramos de Barros (São José do Belmonte, 9 de julho de 1909 — Araripina, 23 de janeiro de 1994) foi um político brasileiro. Foi prefeito de Araripina por três mandatos, além de vice-prefeito e vereador. Foi o primeiro prefeito eleito por voto direto no município de Araripina.

## Vida e educação

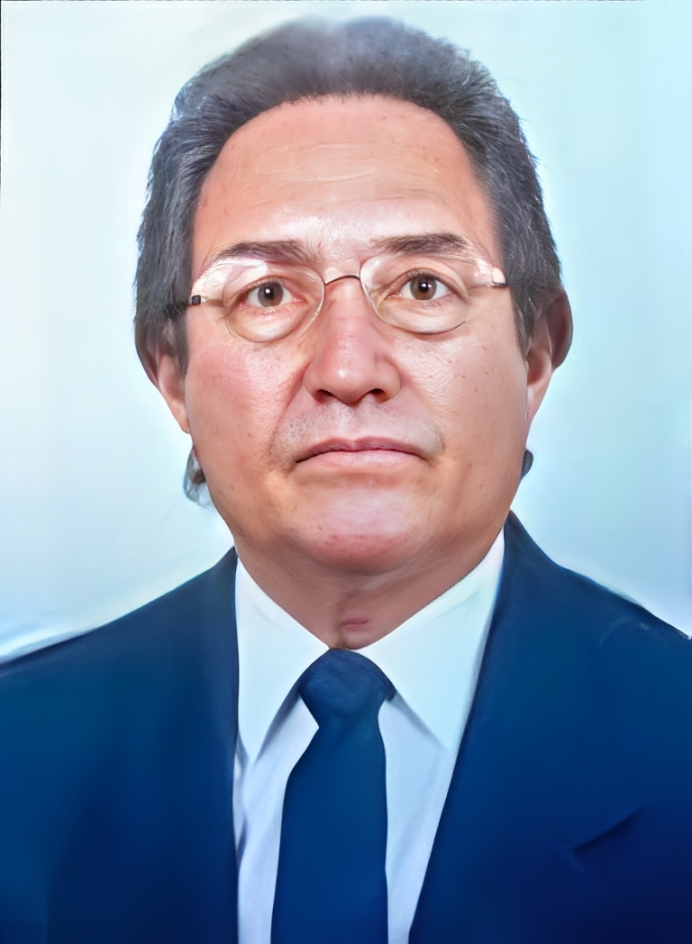
Governador José Muniz Ramos

Aos três anos perdeu a mãe e foi morar com o tio no município de Bodocó. Estudou até o segundo ano do primário, quando foi para Ouricuri morar com o pai, um ano depois foi para o distrito de São Gonçalo, atual Araripina, em uma viagem de quatro dias a cavalo. Por falta de professores deixou de estudar e passou a ajudar o pai, Capitão Chico Ramos, em sua loja de tecidos. 
Em 1935 se casou com Maria de Lurdes Muniz Ramos, filha do ex-prefeito Francisco da Rosa Muniz. Teve oito filhos, entre eles o ex-governador de Pernambuco José Muniz Ramos.

## Vida política
Iniciou sua carreira política em 1929 quando era Secretário do Conselho Municipal. Foi tesoureiro e secretário da Prefeitura, na administração do prefeito Francisco da Rosa Muniz.
Em 1937 com a promulgação da nova constituição de Getúlio Vargas que estabeleceu o Estado Novo, Vargas centralizou o poder e os prefeitos passaram a ser nomeados pelos governadores, que eram nomeados pelo presidente. Com isso, o governador Carlos de Lima Cavalcanti nomeou Manuel Ramos para o cargo de prefeito de Araripina, fazendo dele o sexto prefeito nomeado no município.
Com a queda de Vargas, em 1945, o regime democrático foi reestabelecido, encerando-se assim a política de nomeação de prefeitos e a volta da eleição direta para prefeitos. Em Araripina a primeira eleição democrática ocorreu em 26 outubro de 1947, na época vigorava o bipartidarismo com PSD e UDN, os prefeitos e vice-prefeitos eram eleitos separadamente. O PSD lançou Manoel Ramos para prefeito e  Joaquim Pereira Lima para vice-prefeito e a UDN lançou Suetone Alencar para prefeito e José Arnaud Campos para vice. O PSD saiu vitorioso elegendo prefeito e vice. Com a eleição Manuel Ramos se tornou o primeiro prefeito eleito em Araripina.
Nas eleições de 1958, com o acordo feito no pleito anterior entre as lideranças do PSD e UDN, onde o PSD ficava com o prefeito e vice e a UND ficava com subprefeituras de outros municípios e alguns vereadores, Manoel Ramos foi eleito novamente como o 14º prefeito de Araripina, tendo José Gualter Alencar como vice. Essa foi a última disputa política de Seu Né Ramos, como era conhecido. Se aposentou como Escrivão, Tabelião e Oficial de Registro de Imóveis da Comarca de Araripina, em 1979.

### Administração

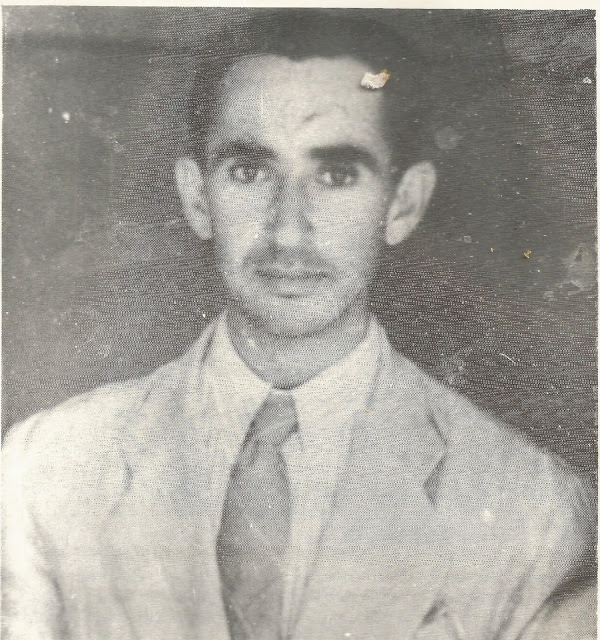
Manoel Ramos de Barros (Seu Né)

Seu primeiro mandato foi de 1938 a 1940, quando pediu exoneração do cargo nomeando um substituto.
Com o ânimo da reabertura da democracia, sucedida pela queda de Vargas, seu segundo mandato foi marcado por estabilidade política e econômica, com a exportação da farinha de mandioca em alta e diversos comércios surgindo na cidade. Nesse período, em um convênio com o governo do estado, foi construído o primeiro prédio de ensino público da cidade, o Grupo Escolar Padre Luiz Gonzaga. O investimento na área educacional crescia e um serviço de luz elétrica é instalado na cidade. O ônus de sua primeira gestão ficou na falta de planejamento urbano, com o crescimento desordenado da população urbana as casas eram construídas sem o mínimo planejamento, fato que é visível nos tempos atuais.
Em seu terceiro e último mandato frente a prefeitura cuidou mais da urbanização da cidade e providenciou calçamentos para as vias urbanas e rurais; continuando também na sua politica de expansão de escolas do município. Nesse período ocorreu a troca do nome da maioria das ruas da cidade, ruas com nomes conhecidos no cenário nacional, como Rui Barbosa, Tiradentes, foram substituídos por nomes de personalidades e políticos locais que contribuíram para o desenvolvimento da cidade.

## Cooperativa agropecuária
Foi membro fundador, juntamente com Joaquim Modesto, Pe. Luiz Gonzaga, José Araújo Lima, Francisco da Rosa Muniz, Major Quincó, Nilo Arraes, Senhor Bringel, Francisco Carlos Muniz, Hermógenes Granja Muniz, da mais importante entidade econômica da época, a Cooperativa Agropecuária. Com uma área de 1.300m² e capacidade para armazenar 8.000 sacos de farinhas, chegou a faturar mais de 110 milhões de cruzeiros em 1984. Para administrar a cooperativa o ex-prefeito Joaquim Modesto trouxe de Salgueiro Suetone Alencar, na época com 20 anos.